# Elegantna ciklama
Elegantna ciklama (lat. Cyclamen coum subsp. elegans; sin. Cyclamen elegans) je podvrsta zimske ciklame, biljke iz roda ciklama koja nastanjuje područje planinskog lanca Alborz u sjevernom Iranu i jugoistočnom Azerbajdžanu. Živi u šumama ispod 500 metara nadmorske visine, gdje raste u mahovini ili nižim granama drveća. 
Slična je zimskoj ciklami, te je neki autori smatraju njezinom podvrstom, ali ipak ima duže listove i latice. Listovi su također više nazubljeni, znaju nekad biti srebrne boje. Cvjetovi su najčešće ružičaste ili ljubičaste boje.

## Vanjske poveznice
- Cyclamen coum
- Fotografije

Ostali projekti
|  | Zajednički poslužitelj ima još gradiva o temi Elegantna ciklama |
|  | Wikivrste imaju podatke o taksonu Elegantna ciklama             |